# Пяйві Мааріт Лайне
Пяйві Мааріт Лайне (фін. Päivi Maarit Laine; нар. 16 квітня 1964, Артярві, Пяйят-Хяме, Фінляндія) — фінська дипломатка, поліглот. У 2017—2019 роках — Посол Фінляндії в Іраку. Восьмий Надзвичайний і Повноважний Посол Фінляндії в Україні (2019—2022).

## Біографія
Пяйві Мааріт Лайне народилася 14 квітня 1964 року у фінському муніципалітеті Артярві (нині частина міста Оріматтіла) у провінції Пяйят-Хяме. Спочатку, у 1985—1986 роках, пройшла підготовчі курси для університетського навчання в Польщі у краківському Ягеллонський університет. Також:
- у 1986—1987 роках навчалася за обміном у Варшавському університеті;
- у 1989—1990 роках за обміном у британському університеті Манчестера;
- у 1994 році здобула диплом магістра з історії в Університеті Тампере.

З січня 1995 року на дипломатичній роботі в Міністерстві закордонних справ Фінляндії:
- У 1995—1996 роках — аташе Міністерства закордонних справ Фінляндії.
- У 1996—2000 роках — перший секретар, заступниця посла Посольства Фінляндії в Латвії.
- У 2000—2004 роках — Радниця Посольства Фінляндії у Великій Британії.
- У 2004—2007 роках — Радниця, заступниця директора відділу Росії в Міністерстві закордонних справ Фінляндії.
- У 2007—2012 роках — міністр-радниця, заступниця керівника місії Посольства Фінляндії в Польщі.
- У 2012—2016 роках — Міністр, заступниця керівника місії Посольства Фінляндії в Росії.
- У 2017—2019 роках — Посол Фінляндії в Іраку з резиденцією в Гельсінкі[2]
- У 2019—2022 роках — Надзвичайний і Повноважний Посол Фінляндії в Україні[3]. 12 червня 2019 року — вручила копії вірчих грамот заступнику міністра закордонних справ України Сергію Кислиці[4]. 24 липня 2019 року — вручила вірчі грамоти Президенту України Володимиру Зеленському[5].

Володіє фінською, шведською, англійською, російською, польською та німецькою мовами.